# 十時一郎
十時 一郎（ととき いちろう、1843年（天保14年11月）- 1904年（明治37年）12月24日）は、幕末の柳河藩士、明治期の日本の政治家。衆議院議員。

## 経歴
元治元年（1864年）長崎で砲術練兵を学び、帰藩後、藩命により薩摩、京都などを遊歴。その後、藩校伝習館学監、物頭格、中老役兼千別丸船将などを歴任。戊辰戦争では小荷駄奉行兼参謀長として奥州の役に従軍。明治2年（1869年）帰藩し参政に就任。さらに権大参事、権参事を歴任。明治4年11月（1871年）額田県権参事に発令されたが病を理由に辞した。
1879年、福岡県会議員に当選し、同副議長を務めた。その他、山門郡長兼三池郡長、第九十六国立銀行取締役、同頭取などを歴任。
九州同志会に加わり自由民権運動を進め、1890年7月、第1回衆議院議員総選挙に福岡県第五区から出馬して当選し、弥生倶楽部に所属。衆議院議員を一期務めた。
また、旧藩主立花家の相談人、家政会議議員を務めた。

## 親族
- 十時弥 - 二男。社会学者。広島高等学校校長・第五高等学校校長。